# Копальня Сайпан (фосфоритова)
Копальня Сайпан (фосфоритова) — колишній гірничодобувний майданчик у Мікронезії на острові Сайпан (Маріанські острови).
За наслідками Першої світової війни північна частина Маріанського архіпелагу опинилась під владою Японії. У середині 1930-х японці почали приділяти дедалі більше уваги політиці самозабезпечення, що, зокрема, змусило звернути увагу на фосфорити Сайпану, і в 1938 році з цього острова відправили першу партію продукції.
Копальня була на північному заході острова в районі Бафіадеро. Розробка велась відкритим способом з численних неглибоких — менш як 2 метри — циліндричних шурфів діаметром до метра. Фосфорити вилучали вручну та доправляли в мішках до Чалан-Каноа (південне завершення острова), де їх подрібнювали, а потім відправляли до Японії.
У 1935-му з Сайпану відправили 5,5 тисячі тонн фосфоритів, а наступного року цей показник становив уже 21 тисячу тонн. Втім, розміри покладів були незначні і всі вони були швидко випрацьовані, при тому що накопичений видобуток досягнув 88 тисяч тонн.
Згодом фосфоритові розробки частково опинились під Північним аеродромом (наразі вже також закинутий).